# 南海コンパスカード
南海コンパスカード（なんかい～）は、南海電気鉄道（南海）を中心に、和歌山バス、和歌山バス那賀が発行していたスルッとKANSAIに対応した磁気タイプのプリペイドカードである。単にコンパスカードと呼ばれていることが多いが、それは正式名ではなく、前に「南海」を付けるのが正式である。それ以前に、南海では「マイチケット」という名称で、自社の券売機で乗車券に引き換える方式のプリペイドカードも発売していたが、南海コンパスカード導入に伴い販売終了(利用は自動券売機にて2017年3月31日まで可能、それ以降2017年6月30日まで払い戻しのみ)。
となった。
2009年8月31日をもって券売機での5,000円券の発売を終了した（駅窓口では2008年4月に発売終了している）。

## 発売金額
- 大人用･･･1,000円、2,000円、3,000円
- 子供用･･･500円、1,000円、1,500円

## 発行している駅・機械
南海の全ての駅窓口で購入できた。また、カード対応の自動券売機でも購入できた。かつては、券売機で購入した場合、大抵古めの地図がデザインされていた。発売末期では自社の特急車両や高野山デザインのカードも登場している。和歌山バス・和歌山バス那賀については和歌山駅と和歌山市駅の乗車券売り場と各営業所で購入できる。

## 乗車以外の使い道
特別急行券と座席指定券の購入ができる。但し、ホーム上の券売機では購入できず、残高不足（500円未満）でも購入不能。また、切符の購入もできるが、回数乗車券に引き換えることはできない。

## コンパスカードの意味
コンパス(compass)は英語で羅針盤を意味するが、common passと読ませることで、スルッとKANSAI共通の乗車券としての意味を持たせている。ちなみに、"compass card"そのものの意味は「羅針盤の指針面」。故にコンパスカードのOは羅針盤になっていて、上のNがそのままNANKAIになっている。

## 共通利用終了
2016年7月1日にスルッとKANSAIの公式ホームページにて「発売終了および駅の自動改札機・バスでの共通利用終了」が発表された。
これに伴い南海電鉄は2017年3月31日にて共通カードの販売を終了、2018年1月31日をもって駅の自動改札機等での利用を終了した。未使用残額のある南海コンパスカードの払い戻しは2028年1月31日までの予定で行っている。
南海コンパスカードの販売終了に伴い、実質的な後継となるICカードとしてICOCA（定期券も含む）を2017年3月25日より南海電鉄の各駅で取り扱うようになった。